# Academic All-America
El programa Academic All-America es un programa de reconocimiento para estudiantes-atletas. Este programa selecciona un equipo deportivo honorífico compuesto por los estudiantes-atletas más destacados de una temporada específica para puestos en diversos deportes, quienes a su vez reciben el reconocimiento honorífico Academic All-American. Desde 1952, College Sports Communicators (anteriormente CoSIDA) ha otorgado el reconocimiento Academic All-American a atletas masculinos y femeninos de las Divisiones I, II y III de la National Collegiate Athletic Association (NCAA), así como a atletas de la NAIA, otras instituciones de educación superior de cuatro años en EE. UU., colleges de dos años y universidades canadienses, abarcando todos los deportes de campeonato. El premio honra a los estudiantes-atletas que han tenido un buen desempeño académico y deportivo compitiendo regularmente para su institución.
Fue patrocinado y presentado como el premio Google Cloud Academic All-America® de 2018 a 2019, y anteriormente fue patrocinado por Capital One (2011-2018), ESPN The Magazine (2004-2010), Verizon (2000-2004) y GTE (1985-2000). Es administrado por College Sports Communicators (anteriormente CoSIDA). Las frases «Academic All-America» y «Academic All-American» son marcas registradas de College Sports Communicators.
Antes de 2011, se elegían dos conjuntos de equipos: uno para la División I y una División Universitaria que incluía todas las demás divisiones, incluyendo la NAIA, las universidades de dos años y las escuelas canadienses. En el ciclo escolar 2011-12, el programa se amplió para incluir cuatro conjuntos de equipos honorarios: uno para cada una de las Divisiones I, II y III de la NCAA, así como una «División Universitaria» para la NAIA, las escuelas estadounidenses de cuatro años que no son miembros de la NCAA ni de la NAIA, las universidades de dos años y las escuelas canadienses. La División Universitaria se dividió aún más antes del ciclo escolar 2018-19 con la creación de una división NAIA independiente, que ahora incluye todas las universidades de dos años, instituciones canadienses y cualquier otra escuela que no forme parte de la NCAA ni de la NAIA. En cada programa, se otorgan honores académicos All-District a todos los estudiantes-atletas con un promedio mínimo de 3,5 que también sean titulares clave o reservas. Los prestigiosos equipos académicos All-America son elegidos por los miembros de College Sports Communicators.

## Detalles

### Dominio
Actualmente, el equipo de Comunicadores Deportivos Universitarios se encarga de la selección anual de los Académicos All-Americans en fútbol masculino y femenino, fútbol americano, voleibol, baloncesto masculino y femenino, natación y clavados masculinos y femeninos, tenis masculino y femenino, béisbol, sóftbol y campo a través masculino y femenino. Muchos otros deportes son elegibles a través del programa At-Large.
College Sports Communicators ha registrado la marca Academic All-America, la cual utiliza para su programa de reconocimiento a estudiantes-atletas. El programa Academic All-America, administrado por College Sports Communicators, no está relacionado con los programas administrados o patrocinados por organizaciones de entrenadores. Por ello, en ocasiones se han emitido órdenes de cese y desistimiento para proteger la marca. Diversos deportes con programas similares han tenido que usar nombres como All-Academic para reconocer a los estudiantes-atletas.
Antes de la relación con Google Cloud y Capital One, el Premio Académico All-American ha tenido otros patrocinadores corporativos nombrados, como ESPN, Verizon y el predecesor corporativo de Verizon, GTE, que fueron patrocinadores desde 1985 hasta mediados de la década de 2000. En 1981, la National Collegiate Athletic Association (NCAA) patrocinó el programa. Desde 1985 hasta el año académico 1999-2000, los homenajeados fueron llamados GTE All-Americans, pero durante el año académico 2000-01 pasaron a ser conocidos como Verizon All-Americans cuando Verizon adquirió GTE. Verizon continuó siendo el patrocinador nombrado hasta el año académico 2003-04, cuando no renovó sus derechos. ESPN the Magazine se convirtió en patrocinador durante el año académico 2004-05 y siguió siendo patrocinador hasta septiembre de 2010. Los equipos del otoño de 2010 continuaron llevando el nombre de patrocinio de ESPN. Capital One asumió el patrocinio en enero de 2011.

### Proceso
Inicialmente, las selecciones de equipos estaban compuestas por una División Universitaria, formada por participantes de la División I, y una División de universidades, formada por la División II, la División III, la NAIA y los Colleges de 2 años. Las selecciones del primer, segundo y tercer equipo se realizan para ambas divisiones en la mayoría de los programas Academic All-America. Sin embargo, los programas de fútbol americano solo seleccionan un primer y un segundo equipo. La división universitaria de fútbol americano incluye tanto la Football Bowl Subdivision como la Football Championship Subdivision. En 2011, el programa se amplió para incorporar cuatro conjuntos de equipos: División I, División II, División III y una División Universitaria que incluía todas las instituciones estadounidenses de cuatro años fuera de la NCAA, universidades de dos años y escuelas canadienses. Después del ciclo de premios de 2018, la NAIA se separó de la División Universitaria, y esta ahora consta de escuelas de dos años, además de escuelas de cuatro años en los EE. UU. y Canadá que no son miembros de la NCAA o la NAIA.
Las nominaciones deben hacerse en el sitio web de College Sports Communicators por un miembro que pague sus cuotas al día con un nombre de usuario y contraseña emitidos por CSC para el año académico en cuestión. Anteriormente, las nominaciones se hacían con pluma y tinta y luego con nominaciones escritas a máquina. Los miembros de CSC nominan a estudiantes-atletas solo de la institución académica a la que están afiliados. Los nominados deben ser titulares o reservas importantes con al menos un promedio de calificaciones acumulativo de 3,50 (en una escala de 4,0) en su institución actual. Los nominados deben haber participado en al menos el 50 por ciento de los juegos del equipo en la posición que figura en el formulario de nominación (cuando corresponda). En béisbol y sóftbol, los lanzadores deben tener al menos 10,0 entradas lanzadas. Los nominados no son elegibles hasta completar un año calendario completo en su institución actual y alcanzar la elegibilidad atlética de segundo año. Los estudiantes de transferencia, de posgrado y graduados de carreras universitarias de dos años deben haber completado un año calendario completo en la institución que los nomina para ser elegibles. Los nominados de posgrado deben tener un promedio general (GPA) de 3,50 o superior, tanto en pregrado como en posgrado. Salvo en el programa de nominación general, no hay límite en el número de atletas que una institución puede nominar. En el programa de nominación general, las nominaciones se limitan a tres por escuela y por género (un total de cinco candidatos masculinos y cinco femeninos). Si una institución participa tanto en la división universitaria como en la universitaria, puede nominar a un total de cinco hombres y cinco mujeres entre ambas divisiones.
En cada programa, los miembros del CSC eligen a los seleccionados All-District, y los seleccionados para el primer equipo All-District pasan a la votación nacional para la selección del Equipo Académico All-America. La votación nacional la realizan todos los miembros de los Comunicadores Deportivos Universitarios, el Comité Académico All-America y la Junta Directiva del CSC. Cada programa deportivo también reconoce a un atleta de las Divisiones I, II y III de la NCAA y de la NAIA, al que se le designa como Miembro del Equipo Académico All-America del Año.
Además, los Comunicadores deportivos universitarios y su patrocinador, Academic All-America, realizan una selección anual del atleta individual seleccionado como el Academic All-America más destacado de las aproximadamente 2000 selecciones anuales. Desde el inicio del curso escolar 2018-19, se ha elegido un ganador para cada una de las cuatro divisiones: División I, División II, División III y NAIA. De 2012 a 2018, la división no perteneciente a la NCAA se denominó División Universitaria e incluía miembros de la NAIA, instituciones de dos años, escuelas estadounidenses de cuatro años que no eran miembros de la NCAA ni de la NAIA, y escuelas canadienses. Entre 1996 y 2011, se eligió un ganador de cada una de las selecciones anuales de las divisiones Universitaria y Universitaria. Entre 1988 y 1995, se eligió un ganador por año.